# 2008年北京オリンピックのクウェート選手団
2008年北京オリンピックのクウェート選手団（2008ねんペキンオリンピックのクウェートせんしゅだん）は、2008年8月8日から8月24日まで開催された北京オリンピックにおけるクウェート選手団の名簿。選手名及び所属・記録は2008年当時のもの。

## 種目別選手・スタッフ名簿及び成績

### 陸上競技
- Mohammad Al-Azemi（男子800m）
- Ali Zenkawi（男子ハンマー投げ）

### 競泳
- Mohammad Madwa（男子50m）

### 卓球
- Ibrahim Al-Hasan（男子個人）

### 柔道
- Talal Alenezi（男子100kg級）

### 射撃
- ナセル・メクラド（男子トラップ）
- アブドゥラ・アル＝ラシディ（男子スキート）
- Zaid Almutairi（男子スキート）